# Nuovi Generi e Nuove Specie di Piante Monocotiledoni
Nuovi Generi e Nuove Specie di Piante Monocotiledoni (abreviado Nuov. Gen. Sp. Monocot.) es un libro con ilustraciones y descripciones botánicas que fue escrito por el botánico italiano Filippo Parlatore. Fue publicado en Florencia en el año 1854.